# Louisa Martindale (feminista)
Louisa Martindale, de soltera Louisa Spicer, (Woodford Green, 25 de junio de 1839 - Horsted Keynes, 15 de marzo de 1914) fue una activista británica por los derechos de la mujer y sufragista.

## Biografía
Martindale nació en Woodford Green, Essex. Su padre, James Spicer, era un papelero mayorista con una empresa familiar exitosa. La familia eran congregacionalistas prominentes.
Fundó la Ray Lodge Mission Station en Woodford Green en 1865. Durante su estadía en Brighton, fue una de las fundadoras de la Women's Liberal Association (1891), el Women's Co-operative Movement y un dispensario de mujeres que más tarde se convirtió en el New Sussex Hospital for Women and Children. También estuvo involucrada con la Sociedad Bíblica Británica y Extranjera y la Sociedad de Sufragio de Mujeres. Ayudó a su hermano, Albert Spicer, un diputado liberal de Monmouth Boroughs (1892-1900) y Hackney Central (1906-18), que trabajó en temas como la admisión de mujeres en los consejos de condado.
Su interés por los derechos de la mujer data de 1867. Habló en el distrito electoral de Spicer en Monmouth sobre temas como la admisión de mujeres en los consejos de condado, escribió conferencias sobre los derechos de las mujeres y temas relacionados, y apoyó el derecho de las mujeres a predicar. En 1904, asistió (con su hija Hilda) al Congreso Internacional de Mujeres en Berlín, donde conoció a Susan B. Anthony; era miembro del comité ejecutivo de la Unión Nacional de Sociedades de Sufragio de Mujeres y vicepresidenta de la Sociedad Central. No considerando suficiente la acción política, Martindale se comprometió de manera práctica a mejorar la situación de las mujeres. En la década de 1880, abrió su casa para las dependientas los sábados alternos y tomó bajo su protección a varias mujeres jóvenes desfavorecidas, entre las que se encontraba Margaret Bondfield, que más tarde fue la primera mujer miembro del gabinete del Reino Unido.
En 1871, se casó con William Martindale, que era comerciante. Su matrimonio duró poco; él murió solo unos años después. Una de sus hijas fue Louisa, que era sufragista y cirujana. Otra fue Hilda, funcionaria y escritora. Una tercera hija murió en la infancia. Después de la muerte de su esposo alrededor de 1874, Louisa viajó con sus hijas pequeñas por Inglaterra y Europa, y finalmente se instaló en Brighton. En 1903, se mudó a Horsted Keynes en Sussex, donde construyó una iglesia congregacional.

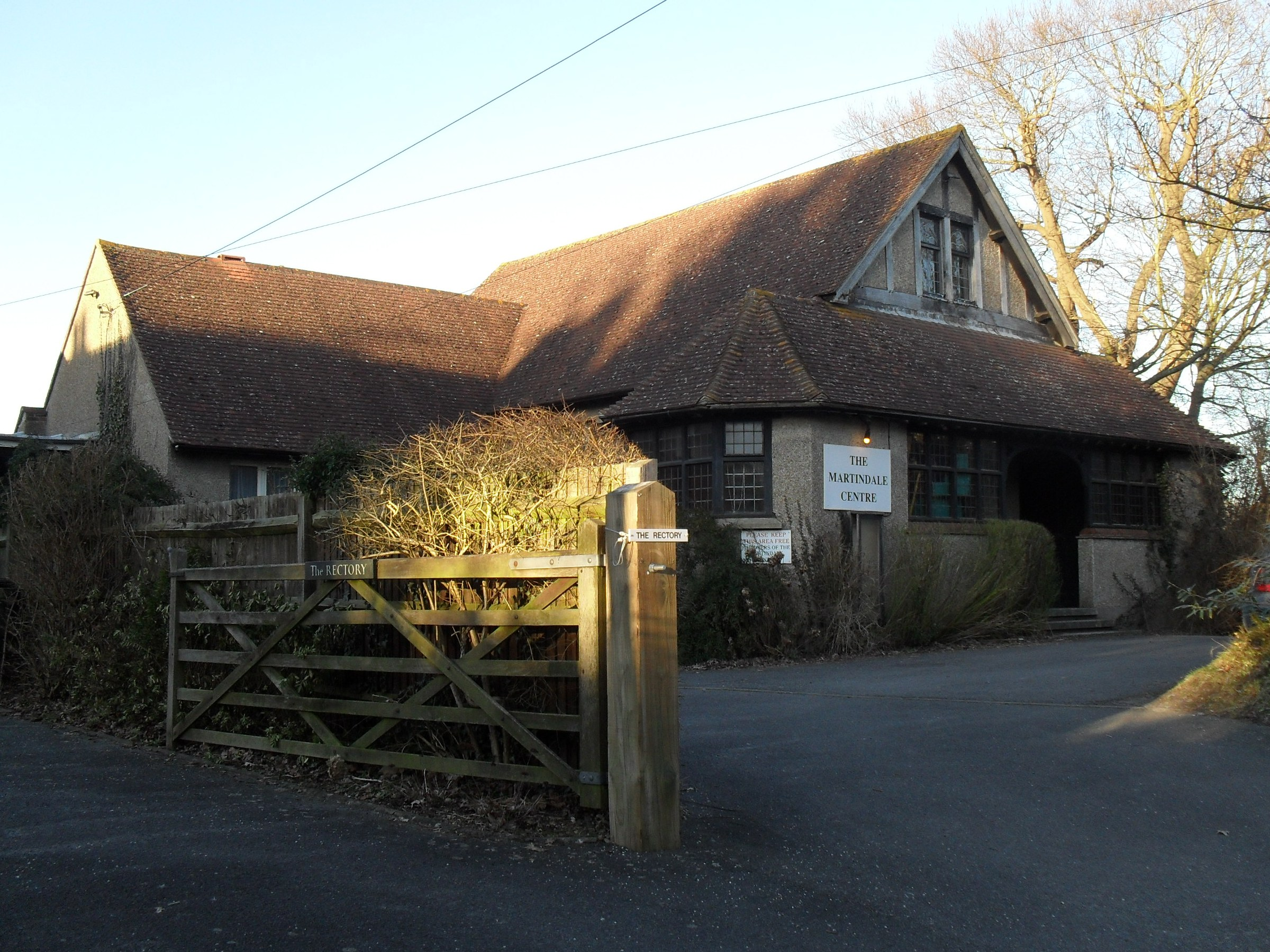
El Centro Martindale en Horsted Keynes, West Sussex, fue fundado en 1907 por Louisa Martindale como una iglesia congregacional.

Martindale murió de neumonía en Horsted Keynes el 15 de marzo de 1914, a la edad de 74 años.

## Legado
El legado de Louisa Martindale está bien reconocido. La historia de su trabajo en Horsted Keynes, como fundadora de la "Iglesia Libre" congregacionalista allí, como líder comunitaria y como defensora de los derechos religiosos de las mujeres, se mantiene en el Centro Martindale, en el corazón del pueblo.
Quizás su legado queda simbolizado a través de la bisnieta de su hermano James Spicer, Harriet Harman QC MP, una política laborista que ha alcanzado funciones de alto rango como vicepresidenta y presidenta del Partido Laborista, líder de la Cámara de los Comunes, Lord Privy Seal, y Ministra de Mujer e Igualdad.